# Conte d'hiver
Conte d'hiver is een Franse dramafilm uit 1992 onder regie van Éric Rohmer.

## Verhaal
Op een zomer hebben Félicie en Charles een romance. Félicie geeft Charles echter bij vergissing een verkeerd adres en op die manier verliezen ze elkaar uit het oog. Vijf jaar nadien woont Félicie in bij haar moeder. Aan de romance met Charles heeft ze een dochter overgehouden. Ze heeft intussen een verhouding met twee verschillende mannen, maar ze houdt nog steeds van Charles. Dan moet ze echter een keuze maken.

## Rolverdeling
| Acteur                     | Personage |
| -------------------------- | --------- |
| Charlotte Véry             | Félicie   |
| Frédéric van den Driessche | Charles   |
| Michel Voletti             | Maxence   |
| Hervé Furic                | Loïc      |
| Ava Loraschi               | Elise     |
| Christiane Desbois         | Moeder    |
| Rosette                    | Zus       |
| Jean-Luc Revol             | Zwager    |
| Haydée Caillot             | Edwige    |
| Jean-Claude Biette         | Quentin   |
| Marie Rivière              | Dora      |
| Claudine Paringaux         | Klant     |
| Roger Dumas                | Leontes   |
| Danièle Lebrun             | Paulina   |
| Diane Lepvrier             | Hermione  |
| Edwige Navarro             | Perdita   |